# Basilica di Saint-Martin d'Ainay
La basilica di Saint-Martin d'Ainay è una chiesa cattolica di Lione, nel dipartimento del dipartimento del Rodano. Si trova nel quartiere di Ainay, sulla penisola di Lione. Antica chiesa abbaziale, fu elevata al rango di basilica nel 1905. Dal 1840 la chiesa è monumento storico di Francia.

## Storia
Gregorio di Tours scrive che i monaci dell'abbazia di Ainay pretendessero che la basilica risalisse al V secolo e che fosse stata costruita esattamente nel luogo dove erano stati rinvenuti i resti dei martiri di Lione. Gregorio scrive anche che i monaci veneravano un sacco di cenere ed una pietra sulla quale dicevano che il vescovo Potino aveva posato la testa. Gli scritti di Gregorio di Tours sono oggi messi in discussione riguardo all'origine della basilica, in quanto sono imprecisi sul luogo che lui chiama Ad Athanacum e che una distinta tradizione situa il luogo di ritrovamento dei resti dei martiri a Saint-Nizier.
Storicamente, nell'859 un priorato benedettino fu fondato nella Presqu'île di Lione. Sul finire dell'XI secolo, il priorato fu elevato a rango di abbazia e fu eretta la chiesa abbaziale, consacrata il 29 gennaio 1107 dal papa Pasquale II (1099-1118).